# Route 40 (Terre-Neuve-et-Labrador)
Pour les articles homonymes, voir Route 40.
La route 40 est une route tertiaire de la province de Terre-Neuve-et-Labrador, située dans l'est de la province, sur la péninsule d'Avalon, au nord-ouest de Saint-Jean. Elle est une route faiblement empruntée au nord de l'aéroport de Saint-Jean, une route hautement fréquentée entre l'aéroport et la Route Transcanadienne, puis une route moyennement fréquentée au sud de la Route Transcanadienne. De plus, elle est nommée Portugal Cove Rd., mesure 11 kilomètres, et est une route asphaltée sur l'entièreté de son tracé.

## Tracé
La 40 débute à son intersection avec l'avenue Elizabeth, au nord du centre-ville de Saint-Jean. Elle se dirige vers le nord-ouest pendant 3 kilomètres, en croisant de nombreuses rues de la ville de Saint-Jean, puis elle croise la route 1, la Route Transcanadienne, à sa sortie 47. Elle traverse ensuite le territoire de l'aéroport de Saint-Jean, et est le principal lien entre la ville et l'aéroport. Elle se dirige par la suite vers l'ouest en suivant la rive nord du lac Windsor,mpuis tourne vers le nord-ouest à Windsor Heights. Elle se termine 1 kilomètre au nord-ouest, sur la route 41, au sud-est de Portugal Cove.

## Communautés traversées
- Saint-Jean
- Windsor Heights
- Portugal Cove